# Прапор Нью-Брансвіку
Пра́пор Нью-Бра́нсуїку  (або Нью-Брансвіку) — один із офіційних символів канадської провінції Нью-Брансвік. Зразком для прапора послужив рисунок геральдичного щита Нью-Брансвіку, подарованого ще 26 травня 1868 року Королевою Великої Британії Вікторією, який був затверджений «Законом про офіційний прапор провінції» Палатою общин Законодавчої асамблеї провінції Нью-Брансвік 24 лютого 1965 року.
Відношення ширини прапора до його довжини 8:5.
На верхньому полі, ширина якого становить одну третю від загальної ширини прапора — золотий лев на червоному тлі, який є символом Канадської монархії, і який, разом із тим, символізує зв'язок Нью-Брансвіку із історичним німецьким Брауншвейг-Люнебурзьким герцогством, нині Нижня Саксонія, Німеччина (на гербі якого два ідентичні золотих леви) та із Англійським королівством (на гербі якого три ідентичні золоті леви).

Леви на гербі герцогства Брауншвейг-Люнебург (Німеччина)
Леви на гербі королівства Англії

На нижньому полі, ширина якого становить дві третини від загальної ширини прапора, шотландський геральдичний символ у вигляді галеона, який несе два значення:
- символізує повернення лоялістів під захист англійської корони;
- пізніше, також почав символізувати суднобудування — основну галузь провінції у 19 столітті.

Воду символізують дві хвилясті смуги синього кольору та одна білого внизу прапора.

## Кольори тла та зображень
- чорний;
- білий;

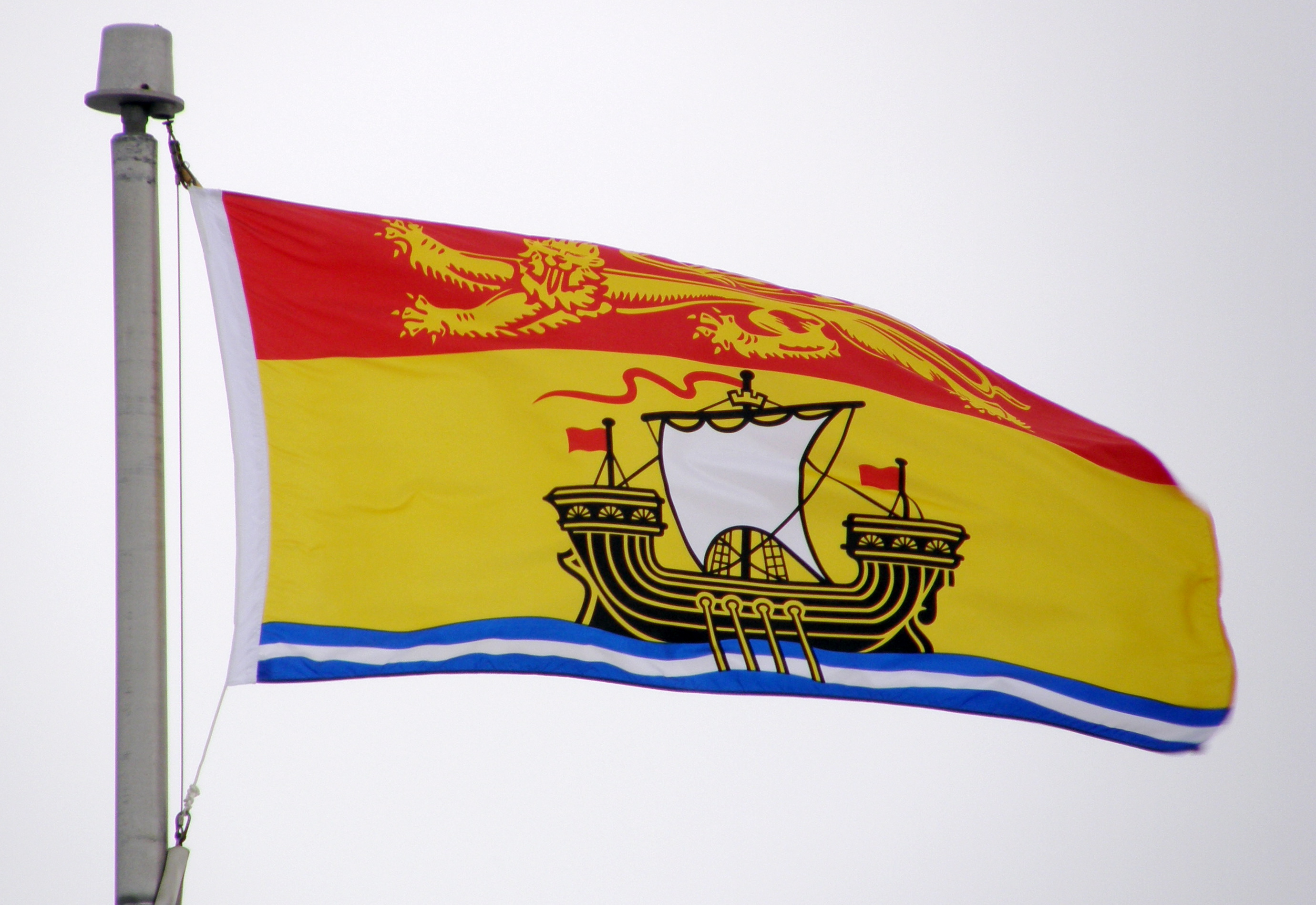
Прапор Нью-Брансуїку

- жовтий, PMS* 116 (символізує золотий);
- червоний, PMS* 186;
- синій, PMS* 286.

* в системі калібрування кольорів Пантон